# Structure circulaire de la colline de Papoúra
La structure circulaire de la colline de Papoúra est un grand ensemble architectural minoen daté entre 2000 et 1700 avant notre ère, constituée de plusieurs cercles concentriques situés au point culminant de la colline de Papoúra, au nord-ouest de la ville de Kastélli sur l'île de Crète, en Grèce. Elle est découverte en juin 2024 sur le chantier de construction de l'aéroport de Kastélli (en).

## Contexte
La structure est découverte lors de la construction d'un système radar en cours de construction pour le nouvel aéroport international d’Héraklion en Crète à Kastélli. Une réunion a lieu sur le site de la découverte entre le ministère de la Culture et le ministère des Infrastructures et des Transports (en), au cours de laquelle ils concluent qu'ils donnent la priorité à l'excavation de la structure et à sa préservation plutôt qu'à la construction de l'aéroport dans la région.

## Description
Selon le ministère grec de la Culture, la structure mesure environ 48 mètres de diamètre et couvre une superficie d'environ 1 800 mètres carrés, se compose de « 8 anneaux de pierre superposés - épaisseur moyenne 1,40 m », chacun développé à différents niveaux d'élévation, la section la plus haute survivante mesurant 1,7 mètre de hauteur. Un bâtiment circulaire de 15 mètres de diamètre surnommé « Zone A » se dresse au centre, entouré d'anneaux, avec son intérieur de neuf mètres de large divisé en 4 quadrants. La zone A environnante est un deuxième bâtiment circulaire de 6,9 mètres de large, dont les murs radiaux « coupent verticalement les anneaux des niveaux inférieurs formant des espaces plus petits ». Deux espaces sur les côtés sud-ouest et nord-ouest des bâtiments circulaires centraux auraient pu servir d'entrées principales. Les espaces sont reliés les uns aux autres par des ouvertures étroites formant une « structure presque labyrinthique ». Les excavateurs ne peuvent pas encore déterminer la forme ou la hauteur d'origine de la construction, mais postulent que la structure a à l'origine une forme tronquée ou voûtée.
Les fouilleurs estiment que la structure est principalement utilisée entre 2000 et 1700 avant notre ère, et est construite à peu près au début de la période protopalatiale (en) (MM IB). De la poterie néopalatiale est trouvée dans la couche de destruction, ce qui implique que la construction continue d'être utilisée au cours des périodes ultérieures de la civilisation minoenne. La plupart des artefacts découverts lors de la construction sont situés à l'intérieur ou autour des zones A et B, ce qui indique qu'il s'agit des principales zones fonctionnelles. Les fouilleurs ne peuvent pas encore déterminer la fonction précise du bâtiment, mais la découverte de grandes quantités d'ossements d'animaux indique qu'il s'agit d'un bâtiment communautaire où ont lieu des sacrifices qui auraient pu impliquer « la consommation de nourriture, de vin et peut-être d'offrandes ».
Le plan et la nature de la construction n'ont pas de parallèle étroit en termes de structure ou d'architecture avec d'autres bâtiments en Crète créés à peu près à la même époque, et ressemblaient davantage à des constructions du Moyen-Orient au début de l'âge du bronze, comme un « bâtiment elliptique du Minoen Moyen à Hamaizius » et un « bâtiment cyclopéen proto-hellénique circulaire à Tirynthe ». La construction présente des similitudes structurelles avec les tombes voûtées du sud de la Crète des périodes prépalatiales et protopalatiales préhelléniques, ainsi qu'avec les  monticules antiques trouvés en Grèce continentale.